# مارسابيت
مارسابيت (بالسواحلية: Marsabit)‏ مدينة في مقاطعة مارسابيت شمال كينيا، وكانت حسب التقسيم الإداري القديم تتبع للمحافظة الشرقية. يحيط بالمدينة محمية مارسابيت الوطنية. وتقع على بعد 170 كم (110 ميل) شرق مركز خسف شرق إفريقيا على ارتفاع يتراوح بين (1300-1400 متر) مما يجعلها منطقة غابات معروفة ببراكينها وبحيراتها البركانية. المدينة هي عاصمة مقاطعة مارسابيت التي تحمل اسمها.

## الجغرافيا

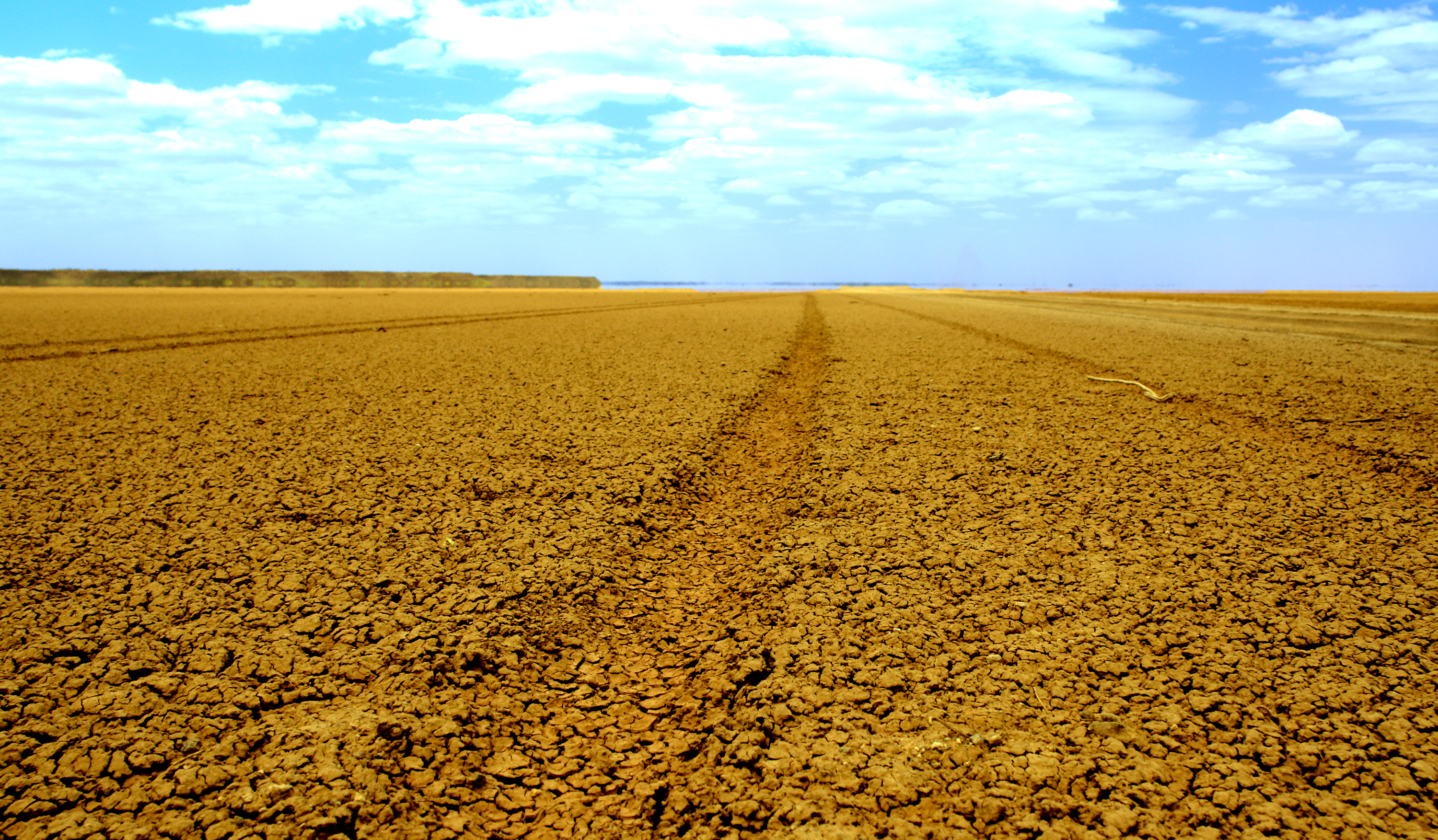
تقع مدينة مارسابيت جنوب شرق صحراء شلبي.

تعد مارسابيت مركزًا متحضر في صحراء شمال كينيا. وتقع المدينة على بركان خامد معزول أعلى جبل مارسابيت، والذي يرتفع بطول واحد كيلومتر فوق الصحراء تقريبًا. وتتميز تلالها بغاباتٍ كثيفة، على عكس الصحراء خلفها، مما يجعلها نظامًا بيئيًا معزولًا. وتقع على أطرافها آبارٌ تُصدر أصوتًا. كما يُمكن رؤية الأفيال بكثرة في محمية الحياة البرية المحلية المحيطة بالمدينة، والتي أحيانًا تُحطم الأسوار وتُلحق أضرارًا بأحواض محاصيل المزارعين المحليين.

## السكان
يبلغ عدد سكان المدينة حوالي 5 آلاف نسمة. وتتخذ قبائل رينديل الناطقة بالكوشية المدينة مركزًا رئيسًا لسكنهم، بالإضافة إلى قبائل بورانا وغابرا وساكوي أورومو وداسيناش، وبورجي، وهم في الغالب تجار ومزارعون يقيمون في المراكز الحضرية. كما يوجد قلة من قبائل توركانا النيلية وقبائل بانتو وقبائل أميرو، بالإضافة إلى عدد قليل من التجار غير الناطقين بالكوشيتية.

## التسمية
يُعتقد أن الاسم مشتقًا من الكلمة الأمهرية "مرسى بت"، والتي تعني "موطن أو بيت مرسى"، ويُعتقد أنه سُمي على اسم مزارع يُدعى "مرسى" (من قبائل برجي) أحضره القنصل إلى المنطقة من ميغا (في إثيوبيا) للمساعدة في ترسيخ الزراعة والاستقرار الدائم على سفوح جبل مارسابيت. أما قبائل رنديل الكوشية فتشير إلى اسم المكان كدلالة على السحب الداكنة التي تُحيط بقمة الجبل، وبالتالي يُطلق عليه اسم "مار-سابيتش"، وتعني في لغتهم "مار" "السحب الممطرة" و"سابيتش" تعني "انغمار". رغم هذه التفسيرات فإن المجتمعات نفسها تدعي أن المستكشفين الأوائل أطلقوا على المكان اسم "Mar-a-bit"، حيثُ يُقال إنها عبارةٌ إنجليزية، تتكون من الفعل القديم mar ومُكمِّله a bit، ويعني الفعل mar "ضعف المظهر" في إشارة للارتفاعات الباردة والعالية.
ويعتقد آخرون أن "مارسا" كان حاكمًا إثيوبيًا، أرسله الإمبراطور هيلا سيلاسي ملك إثيوبيا آنذاك، عندما كانت المنطقة جزءًا من إثيوبيا. ويُعتقد أن القلعة الواقعة على قمة التل على أطراف المدينة هي مقر الحاكم مارسا (مختار عثمان شومبي، مؤرخ أورومو).

## الأهمية الاقتصادية
هي مركز تجاري هام يُسهّل توريد ونقل البضائع والخدمات بين مدينة مويالي الحدودية مع إثيوبيا ومدينة إيسيولو القريبة من العاصمة نيروبي. كما تلعب الزراعة دورًا هامًا، حيث يزرع الكثير من سكان المنطقة الدخن والذرة للاستهلاك المحلي، بينما يبيع البدو أبقارهم لتوفير لحوم البقر.
تُعدّ بحيرة بارادايس، التي تجذب حيوانات الصيد كالفيلة والجاموس، وفوهة بونجول الواقعة في قلب الغابة، من معالم الجذب السياحي. وتحظى المدينة والمناطق المحيطة بها بأهمية ثقافية ثرية لعلماء الأنثروبولوجيا وغيرهم من الباحثين.